# Gebhard Leberecht Blücher von Wahlstatt
Gebhard Leberecht Fürst Blücher von Wahlstatt (* 18. März 1836 in Radun, Österreichisch-Schlesien; † 12. Juli 1916 in Krieblowitz) war ein preußischer Standesherr und Mitglied des Preußischen Herrenhauses.

## Familie
Gebhard Leberecht von Blücher, der 3. Fürst Blücher von Wahlstatt, entstammte einer Familie des mecklenburgischen Uradels, die durch den aus den Kriegen gegen Napoleon zu Ruhm und Ansehen gekommenen preußischen Feldmarschall Gebhard Leberecht von Blücher, dem 1. Fürsten Blücher von Wahlstatt, vom einfachen ritterschaftlichen Adel zu preußischen Standesherren aufgestiegen war. Er war der Sohn des Gebhard Bernhard Carl, 2. Fürst Blücher von Wahlstatt (1799–1875), und der österreichischen Gräfin Marie Larisch von Moennich (1801–1889).

## Leben
Fürst Blücher von Wahlstatt war einer der großen feudalen Grundbesitzer Schlesiens. Dabei lagen seine Güter nicht nur im preußischen, sondern dank seines mütterlichen Erbteils auch im österreichischen Teil Schlesiens. So war er nicht nur Herr der Herrschaft Wahlstatt und des Majorats Krieblowitz in Preußen, sondern auch der ausgedehnten Herrschaften Schloss Raduň, Podwihof, Tiefengrund, Brosdorf, Striebnick, Stauding und Polanska in der k.u.k. österreichischen Monarchie. Beim Tode seines Vaters erbte er ein Jahr danach 1876 zusätzlich noch dessen erblichen Sitz im Preußischen Herrenhaus, den die Krone seinem Vater 1861 zugebilligt hatte. Blücher schied 1899 aus dem Herrenhaus aus, da er nicht mehr über die zur Mitgliedschaft im Herrenhaus notwendige preußische Untertaneneigenschaft verfügte. Da er katholisch war, wurde er auch Ehrenritter des Souveränen Malteser-Ritterordens. Als solcher war er mit anderen Honoratioren Mitbegründer eines Vereins für die Krankenpflege seitens der Katholischen Rittergenossenschaften.
Gebhard Leberecht Blücher von Wahlstatt war dreimal verheiratet. Zuerst seit dem 2. Oktober 1860 mit Prinzessin Marie von Lobkowitz (1841–1870), dann seit dem 27. Juli 1889 mit Gräfin Elisabeth von Perponcher-Sedlnitzky (1858–1894) und schließlich seit dem 6. Mai 1895 mit der 41 Jahre jüngeren Prinzessin Wanda Radziwiłł (1877–1966), einer Tochter des Prinzen Wilhelm Radziwiłł (1845–1911) und seiner berüchtigten Gemahlin Catherine Rzewuska. Blücher hatte insgesamt 10 Kinder; je 5 aus der 1. und der 2. Ehe. Die Familie hatte mehrere Wohnsitze.
Von 1889 bis 1914 pachtete er die britische Kanalinsel Herm und erbaute sich dort einen Landsitz. Ihn beerbte nach seinem am 12. Juli 1916 in Krieblowitz erfolgten Tod sein ältester Sohn Gebhard von Blücher, der 4. Fürst Blücher von Wahlstatt (1865–1931).